# Helmut Gstrein
Helmut Gstrein (* 1. April 1960 in Innsbruck) ist ein ehemaliger österreichischer Skirennläufer. Der Spezialist für die technischen Disziplinen Slalom und Riesenslalom fuhr im Weltcup dreimal unter die besten zehn und gewann ein Europacuprennen.

## Biografie
Gstrein besuchte die Skihauptschule in Neustift und das Skigymnasium in Stams. Schon bei Schülerrennen zeigten sich erste Erfolge, so wurde er 1974 Österreichischer Schülermeister im Riesenslalom. Nach ersten Europacupeinsätzen kam er am 7. Februar 1979 im Slalom von Oslo zu seinem Weltcupdebüt und holte mit Platz 16 auch gleich seine ersten Punkte, da am Ende der Saison 1978/79 die besten 25, und nicht wie davor üblich nur die besten zehn, Weltcuppunkte erhielten. Vier Tage später fuhr er in seinem zweiten Weltcuprennen, dem Slalom von Åre, bereits auf Platz neun.
Trotz dieses guten Einstiegs in den Weltcup kam Gstrein in der folgenden Saison 1979/80 wieder im Europacup zum Einsatz. Mit einem Sieg im Riesenslalom auf der Jahorina und weiteren drei Podestplätzen im Slalom und im Riesenslalom erreichte er jeweils den dritten Platz in der Gesamtwertung und im Riesenslalomklassement. In der Saison 1980/81 startete er wieder regelmäßig im Weltcup, kam aber nur einmal als 15. im Slalom von Kitzbühel in die Punkteränge. Zu Beginn des nächsten Winters musste er deshalb wieder im Europacup antreten, wo er mit guten Platzierungen den dritten Platz in der Slalomwertung erreichte und daher ab Jänner bereits wieder zu Weltcupeinsätzen kam. Im Slalom von Kitzbühel gelang ihm sein zweites Top-10-Ergebnis und in drei weiteren Saisonrennen konnte er ebenfalls punkten.
In der Saison 1982/83 kam Gstrein zwar nur einmal in die Punkteränge, aber mit Platz acht im Slalom von Kranjska Gora am 30. Jänner 1983 erzielte er sein bestes Weltcupresultat. Danach wurde er jedoch durch eine Verletzung zurückgeworfen, weshalb er wieder im Europacup zum Einsatz kam. Die Saison 1983/84 verlief mit Ausnahme eines zweiten Platzes im Europacupslalom am Kopaonik recht erfolglos, weshalb er die Kaderzugehörigkeit verlor und seine Karriere beendete.

## Erfolge

### Weltcup
- Drei Platzierungen unter den besten zehn

### Europacup
- Saison 1979/80: 3. Gesamtwertung, 3. Riesenslalom
- Saison 1981/82: 3. Slalom
- Ein Sieg (Riesenslalom auf der Jahorina 1979/80), drei zweite und drei dritte Plätze